# Devletşah Hatun
Devletşah Hatun (en turco otomano: سلطان خاتون‎; "reina de shah", 1365 - 1414) era la hija del príncipe de Anatolia Süleyman Şah Bey, gobernante de Germiyan y la tercera esposa del sultán Bayezid I del Imperio Otomano.

## Orígenes
Devletşah Hatun era la hija del príncipe de Anatolia Süleyman Şah Bey, conocido como Süleyman de Germiyan, gobernante de la dinastía Germiyan. Su madre, Mutahhara Hatun, cariñosamente llamada 'Abide' (la que adora), era nieta de Mawlānā Jalal al-Din Muhammad Rumi , el fundador de la orden sufí de Mevlevis , a través de su hijo Sultan Walad. Tenía dos hermanos, Ilyas Pasha y Hızır Pasha.
E. Alderson escribió que también se la conoce como Sultan Hatun, aunque es probable que se trate de dos mujeres diferentes. Ashikpashazade la llamó Sultan Hatun, y en algunas fuentes aparece bajo los nombres de Şah Hatun y Devlet Hatun. Según el historiador Ch. Uluchay, en las crónicas otomanas, las esposas de los sultanes otomanos a menudo no se mencionan con sus propios nombres, sino con apodos que muestran que pertenecen a la familia del gobernante.

## Vida
En 1378, Süleyman Şah, envió un enviado al sultán Murad I , proponiendo matrimonio entre su hija, Devletşah Hatun y el príncipe heredero Bayezid. Deseaba proteger su territorio contra las invasiones de los Karamanids, había propuesto este matrimonio y había ofrecido, como dote a su hija, Kütahya, su sede de poder y varias otras ciudades de Germiyan. Murad estuvo de acuerdo y adquirió la mayor parte del principado.
Los cronistas dan testimonio de las riquezas que se exhibieron durante el banquete de bodas. Los enviados de los Karamanids, Hamidoğu, Mentesheoğlu, Saruhanids, Isfendiyarids y un enviado del sultán mameluco estuvieron todos presentes en la fiesta de bodas. Los cronistas describen los valiosos presentes traídos por Gazi Evrenos, el señor marchante otomano (akıncı uç beyi) en Europa, a la boda, que incluían, entre otros artículos, telas de oro, doscientas bandejas de oro y plata llenas de florines de oro. Entre los obsequios llevados por Ishak Fakih al sultán se encontraban el famoso atlas de Germiyan , las telas de Denizli y otros objetos de valor como el oro y la plata. Kadi bursaKoja Efendi, a la cabeza de toda una delegación de dos a tres mil personas, fue por la novia. Entre los que partieron estaban la esposa del qadi de Bursa, la niñera de Bayazid Dada Hatun, la esposa del jefe de la guardia del sultán Ak Sunkur y varios cientos de otras damas de su rango. Llegaron a Kutahya, donde Suleiman Bey los recibió, los recibió con honor y generosamente dotó a todos. Cuando llegó el momento de enviar a la novia de la casa de su padre, confió a su hija a la esposa de Ak Sunkur y la niñera de Bayazid. Suleiman envió a su chashnigirbashi Pashadzhuk para conducir el caballo de la novia. La esposa de Pashadzhuk acompañó a la novia a la casa del novio. La gente de Bayezid tomó a la novia y la llevó a Bursa. Antes de partir, los enviados de Bayezid dejaron destacamentos en las ciudades entregadas por Suleiman.
No hay información sobre la vida de Devletşah en el matrimonio o su vida política. Se cree que es la madre de Isa Çelebi, Musa Çelebi y Mustafa Çelebi. 
Devletşah Hatun murió a la edad de 49 años en 1414 en Bursa, Según Ch. Uluchay, su entierro se encuentra cerca de la Mezquita Verde.